# Yes (альбом Morphine)
Yes (рус. Да) — третий студийный альбом американской рок-группы Morphine, вышедший в 1995 году.
Альбом достиг середины чарта Billboard Hot 100. «Honey White» звучит в фильмах «Нечего терять» и «Красивые девушки».

## Список композиций
Все композиции написаны Марком Сэндманом (за исключением отмеченной).
| №   | Название          | Автор(ы)       | Длительность |
| --- | ----------------- | -------------- | ------------ |
| 1.  | «Honey White»     |                | 3:06         |
| 2.  | «Scratch»         |                | 3:13         |
| 3.  | «Radar»           |                | 3:28         |
| 4.  | «Whisper»         |                | 3:28         |
| 5.  | «Yes»             |                | 2:00         |
| 6.  | «All Your Way»    |                | 3:04         |
| 7.  | «Super Sex»       |                | 3:53         |
| 8.  | «I Had My Chance» |                | 3:05         |
| 9.  | «The Jury»        | Сэндман, Сворт | 2:07         |
| 10. | «Sharks»          |                | 2:22         |
| 11. | «Free Love»       |                | 4:14         |
| 12. | «Gone for Good»   |                | 2:52         |